# 風のエオリア
『風のエオリア』（かぜのエオリア）は、1988年2月24日に発売された徳永英明の5枚目のシングル。

## 解説
前作「輝きながら…」のヒットを受け、7ヶ月振りのシングルとなった。
松下電器（現・パナソニック）製エアコン「Eolia」のCMソング。なお、エオリアとはギリシア神話に登場する風の神のことである。
本作の歌詞は「だからエオリア」から始まるが、松下電器側の要望によって「だから（松下電器のエアコン・エオリアを買って下さい」といったニュアンスが含まれている。1週間にわたって松下電器側が連日交渉に訪れて、徳永が「だからエオリア」から始まる歌詞にすることを了承した。
TBS『ザ・ベストテン』は、本作のタイアップ先である松下電器とはライバル会社の日立製作所がスポンサーであったが、当番組に出演した際に、歌詞やタイトルなどを変えることなく披露した。
1988年10月、「第8回日本作曲大賞」にて優秀作曲者賞受賞。
のちに本作を、チョー・ヨンピル、髙橋真梨子（2010年発表アルバム『No Reason 2 〜もっとオトコゴコロ〜』に収録）がカバーした。

## 収録曲
全曲 作詞：大津あきら、作曲：徳永英明、編曲：瀬尾一三
1. 風のエオリア
2. 真夜中のリバティー

## 主な収録アルバム
- DEAR
- Ballade of Ballade
- SINGLES BEST